# Зініа (Огайо)
Зініа (англ. Xenia) — місто (англ. city) в США, в окрузі Грін штату Огайо. Населення — 25 441 особа (2020).

## Географія
Зініа розташована за координатами 39°41′0″ пн. ш. 83°56′32″ зх. д. / 39.68333° пн. ш. 83.94222° зх. д. (39.683400, -83.942201). За даними Бюро перепису населення США в 2010 році місто мало площу 34,43 км², з яких 34,40 км² — суходіл та 0,04 км² — водойми.

### Клімат
| Клімат : Зініа                                                | Клімат : Зініа | Клімат : Зініа | Клімат : Зініа | Клімат : Зініа | Клімат : Зініа | Клімат : Зініа | Клімат : Зініа | Клімат : Зініа | Клімат : Зініа | Клімат : Зініа | Клімат : Зініа | Клімат : Зініа | Клімат : Зініа |
| Показник                                                      | Січ.           | Лют.           | Бер.           | Квіт.          | Трав.          | Черв.          | Лип.           | Серп.          | Вер.           | Жовт.          | Лист.          | Груд.          | Рік            |
| Абсолютний максимум, °C                                       | 22,8           | 23,3           | 28,3           | 31,7           | 35,0           | 38,9           | 42,2           | 41,7           | 39,4           | 33,3           | 26,7           | 23,3           | 42,2           |
| Середній максимум, °C                                         | 2,2            | 5,0            | 10,6           | 17,2           | 22,2           | 26,7           | 28,9           | 27,8           | 24,4           | 18,3           | 11,1           | 5,0            | 16,7           |
| Середній мінімум, °C                                          | −7,2           | −5             | 0,0            | 5,0            | 10,6           | 15,0           | 17,2           | 15,6           | 11,7           | 5,6            | 1,1            | −3,9           | 5,5            |
| Абсолютний мінімум, °C                                        | −33,3          | −28,9          | −20,6          | −10            | −3,9           | 2,8            | 5,6            | 3,3            | −3,9           | −8,9           | −22,2          | −31,1          | −33,3          |
| Норма опадів, мм                                              | 67             | 58             | 80             | 99             | 116            | 102            | 105            | 92             | 69             | 72             | 83             | 76             | 1005           |
| ------------------------------------------------------------- | -------------- | -------------- | -------------- | -------------- | -------------- | -------------- | -------------- | -------------- | -------------- | -------------- | -------------- | -------------- | -------------- |
| Джерело: NOAA, The Weather Channel (extremes), HKO (sun only) |                |                |                |                |                |                |                |                |                |                |                |                |                |

## Демографія
Згідно з переписом 2010 року, у місті мешкало 25 719 осіб у 10 390 домогосподарствах у складі 6631 родини. Густота населення становила 747 осіб/км². Було 11424 помешкання (332/км²).
Расовий склад населення:
| - 82,0 % — білих - 13,4 % — чорних або афроамериканців - 0,5 % — азіатів - 0,4 % — корінних американців |

До двох чи більше рас належало 3,2 %. Частка іспаномовних становила 1,7 % від усіх жителів.
За віковим діапазоном населення розподілялося таким чином: 24,8 % — особи молодші 18 років, 59,5 % — особи у віці 18—64 років, 15,7 % — особи у віці 65 років та старші. Медіана віку мешканця становила 37,1 року. На 100 осіб жіночої статі у місті припадало 89,3 чоловіків; на 100 жінок у віці від 18 років та старших — 84,9 чоловіків також старших 18 років.
Середній дохід на одне домашнє господарство становив 49 917 доларів США (медіана — 37 138), а середній дохід на одну сім'ю — 57 205 доларів (медіана — 46 305). Медіана доходів становила 42 602 долари для чоловіків та 34 366 доларів для жінок. За межею бідності перебувало 26,1 % осіб, у тому числі 44,0 % дітей у віці до 18 років та 10,0 % осіб у віці 65 років та старших.
Цивільне працевлаштоване населення становило 10 246 осіб. Основні галузі зайнятості: освіта, охорона здоров'я та соціальна допомога — 28,7 %, роздрібна торгівля — 17,4 %, виробництво — 10,4 %, мистецтво, розваги та відпочинок — 8,8 %.

## Персоналії
- Чарлі Грейпвін (1869—1956) — американський актор.